# Roma-Napoli-Roma 1902
La Roma-Napoli-Roma 1902, prima storica edizione della corsa, si svolse il 20 settembre 1902 su un percorso di 460 km. La vittoria fu appannaggio dell'italiano Ferdinando Grammel, che completò il percorso in 23h33'19", precedendo i connazionali Alfredo Jacorossi e Enzo Spadoni.

## Ordine d'arrivo (Top 10)
| Pos. | Corridore          | Squadra | Tempo     |
| ---- | ------------------ | ------- | --------- |
| 1    | Ferdinando Grammel | -       | 23h33'19" |
| 2    | Alfredo Jacorossi  | -       | s.t.      |
| 3    | Enzo Spadoni       | -       | s.t.      |
| 4    | Giovanni Gerbi     | -       | a 10'00"  |
| 5    | Aldo Calligari     | -       | a 20'00"  |
| 6    | Adelchi Lupi       | -       | s.t.      |
| 7    | Vittorio Valan     | -       | s.t.      |
| 8    | Virgilio Gasperini | -       | s.t.      |
| 9    | Giuseppe Micci     | -       | s.t.      |
| 10   | Ernesto Bazzini    | -       | s.t.      |